# Pseudosbeckia
Pseudosbeckia é um género botânico pertencente à família Melastomataceae.